# Ichirō Miyake
Ichirō Miyake (三宅 市郎, Miyake Ichirō), né le 24 mars 1881 à Kushihara dans la préfecture de Gifu – décédé le 15 février 1964 à Ōta, Tokyo, est un mycologue japonais.
I.Miyake est l’abréviation botanique standard de Ichirō Miyake.
Consulter la liste des abréviations d'auteur en botanique ou la liste des plantes assignées à cet auteur par l'IPNI, la liste des champignons assignés par MycoBank, la liste des algues assignées par l'AlgaeBase et la liste des fossiles assignés à cet auteur par l'IFPNI.